# Futbol'nyj Klub Fakel Voronež 2015-2016
Questa voce raccoglie le informazioni riguardanti il Futbol'nyj Klub Fakel Voronež nelle competizioni ufficiali della stagione 2015-2016.

## Stagione
Al primo anno in seconda serie la squadra riuscì a conquistare il sesto posto finale.

## Rosa
| N. |                   | Ruolo | Calciatore           |
| -- | ----------------- | ----- | -------------------- |
| 1  | Russia (bandiera) | P     | Aleksandr Sautin     |
| 4  | Russia (bandiera) | D     | Pavel Stepanets      |
| 6  | Russia (bandiera) | D     | Ivan Drannikov       |
| 7  | Russia (bandiera) | C     | Artem Beketov        |
| 8  | Russia (bandiera) | C     | Daniil Gridnev       |
| 10 | Russia (bandiera) | A     | Il'nur Al'šin        |
| 15 | Russia (bandiera) | D     | Bunyamudin Mustafaev |
| 16 | Russia (bandiera) | P     | Dmitri Ternovskiy    |
| 17 | Russia (bandiera) | A     | Mikhail Biryukov     |
| 19 | Russia (bandiera) | A     | Dmitri Michurenkov   |
| 21 | Russia (bandiera) | A     | Seyt-Daut Garakoev   |
| 22 | Russia (bandiera) | C     | Artur Rylov          |
| 27 | Russia (bandiera) | D     | Dmitri Tikhiy        |
| 31 | Russia (bandiera) | C     | Viktor Uan           |
| 33 | Russia (bandiera) | C     | Aleksandr Dutov      |
| 44 | Russia (bandiera) | D     | Nikita Timoshin      |
| 55 | Russia (bandiera) | D     | Maksim Osipenko      |

| N. |                        | Ruolo | Calciatore          |
| -- | ---------------------- | ----- | ------------------- |
| 69 | Russia (bandiera)      | A     | Artem Roshchin      |
| 70 | Russia (bandiera)      | C     | Andrey Murnin       |
| 71 | Russia (bandiera)      | D     | Mikhail Bagaev      |
| 80 | Russia (bandiera)      | A     | Aleksey Turik       |
| 88 | Lettonia (bandiera)    | P     | Vitalijs Melnicenko |
| 91 | Russia (bandiera)      | C     | Viktor Svezhov      |
| 93 | Russia (bandiera)      | D     | Georgi Burnash      |
| -  | Bielorussia (bandiera) | P     | Anton Amelchenko    |
| -  | Russia (bandiera)      | D     | Vitaliy Shakhov     |
| -  | Russia (bandiera)      | D     | Yuri Dubrovin       |
| -  | Russia (bandiera)      | D     | Pavel Mogilevskiy   |
| -  | Russia (bandiera)      | D     | Ruslan Abazov       |
| -  | Russia (bandiera)      | C     | Dmitri Korobov      |
| -  | Russia (bandiera)      | A     | Anton Zabolotnyi    |
| -  | Ucraina (bandiera)     | A     | Oleksandr Kasyan    |
| -  | Russia (bandiera)      | A     | Oleg Samsonov       |
| -  | Russia (bandiera)      | A     | Nikolay Zhilyaev    |

## Risultati

### Campionato
| Arbitro: | Sergey Kulikov |

|                    |           |  |
| Mikhail Komkov 57’ | Marcatori |  |

| Arbitro: | Mikhail Belov |

|                             |           |                                                        |
| Mikhail Biryukov 88’ (rig.) | Marcatori | 16’ Anzor Sanaia 80’ Nikita Bazhenov 83’ Ivan Temnikov |

| Arbitro: | Igor Fedotov |

|                        |           |  |
| Vladimir Parnyakov 52’ | Marcatori |  |

| Arbitro: | Andrey Fisenko |

|                                                             |           |                          |
| Mikhail Biryukov 27’ Mikhail Biryukov 74’ Dmitri Tikhiy 79’ | Marcatori | 16’ (aut.) Dmitri Tikhiy |

| Arbitro: | Igor Nizovtsev |

|                                             |           |                             |
| Aleksey Sutormin 33’ Aleksandr Alkhazov 67’ | Marcatori | 56’ (rig.) Mikhail Biryukov |

| Arbitro: | Vladimir Seldyakov |

|  |           |                       |
|  | Marcatori | 59’ Vladimir Leshonok |

| Arbitro: | Roman Galimov |

|                   |           |                                      |
| Khasan Mamtov 32’ | Marcatori | 24’ Vitaliy Shakhov 48’ Ilnur Alshin |

| Arbitro: | Sergey Lapochkin |

|                                |           |  |
| Artur Rylov 3’ Artur Rylov 67’ | Marcatori |  |

| Arbitro: | Lasha Verulidze |

|  |           |                   |
|  | Marcatori | 22’ Andrey Murnin |

| Arbitro: | Kirill Levnikov |

|                                |           |  |
| Anton Zabolotnyi 90'+6’ (rig.) | Marcatori |  |

| Arbitro: | Timur Arslanbekov |

|                 |           |  |
| Artem Pasko 63’ | Marcatori |  |

| Arbitro: | Aleksandr Egorov |

|                                     |           |                   |
| Vitaliy Shakhov 6’ Ilnur Alshin 56’ | Marcatori | 73’ Roman Belyaev |

| Arbitro: | Aleksey Matyunin |

|                             |           |                     |
| Artur Ryabokobylenko 90'+2’ | Marcatori | 58’ Vitaliy Shakhov |

| Arbitro: | Artem Chistyakov |

|                                                                                           |           |                              |
| Mikhail Biryukov 12’ (rig.) Oleksandr Kasyan 44’ Vitaliy Shakhov 51’ Mikhail Biryukov 54’ | Marcatori | 45'+2’ (aut.) Mikhail Bagaev |

| Arbitro: | Andrey Fisenko |

|                      |           |                                                               |
| Vladimir Obukhov 14’ | Marcatori | 1’ Oleksandr Kasyan 28’ Oleksandr Kasyan 50’ Mikhail Biryukov |

| Arbitro: | Evgeni Turbin |

|                    |           |                                              |
| Artem Voronkin 63’ | Marcatori | 5’ (rig.) Mikhail Biryukov 57’ Andrey Murnin |

| Arbitro: | Vitali Meshkov |

|                                                              |           |                                             |
| Oleksandr Kasyan 33’ Viktor Svezhov 37’ Mikhail Biryukov 62’ | Marcatori | 66’ Azamat Gonezhukov 90'+3’ Dmitriy Yashin |

| Arbitro: | Anton Anopa |

|                                     |           |                                                                           |
| Dmitri Bogaev 53’ Andrey Ivanov 84’ | Marcatori | 31’ Dmitri Korobov 55’ Ilnur Alshin 65’ Ilnur Alshin 74’ Oleksandr Kasyan |

| Arbitro: | Lasha Verulidze |

|                                                               |           |                          |
| Mikhail Biryukov 1’ Oleksandr Kasyan 18’ Mikhail Biryukov 87’ | Marcatori | 90'+3’ Vladislav Ryzhkov |

| Voronež 8 novembre 2015, ore 10:00 20ª giornata | Tom' Tomsk   | 0 – 0 referto | Fakel Voronež | Stadio Trud (2.100 spett.)\| Arbitro: \| Igor Fedotov \| |
| Arbitro:                                        | Igor Fedotov |               |               |                                                          |

| Arbitro: | Sergey Karasev |

|                    |           |                                     |
| Artur Rylov 90'+2’ | Marcatori | 56’ Artem Deljkin 77’ Ivan Markelov |

| Arbitro: | Artem Chistyakov |

|                  |           |                                 |
| Eduard Bulia 73’ | Marcatori | 33’ Artur Rylov 48’ Artur Rylov |

| Arbitro: | Vladimir Seldyakov |

|  |           |                  |
|  | Marcatori | 45’ Oleg Aleynik |

| Arbitro: | Roman Galimov |

|                                              |           |  |
| Aleksey Khrushchev 3’ Aleksey Khrushchev 21’ | Marcatori |  |

| Arbitro: | Sergey Kostevich |

|                                                             |           |  |
| Maksim Osipenko 76’ Ilnur Alshin 80’ Dmitri Michurenkov 88’ | Marcatori |  |

| Arbitro: | Sergey Kulikov |

|                     |           |  |
| Dmitriy Kabutov 59’ | Marcatori |  |

| Arbitro: | Vasili Kazartsev |

|  |           |                   |
|  | Marcatori | 81’ Adlan Katsaev |

| Arbitro: | Timur Arslanbekov |

|                                                                       |           |                                     |
| Aleksandr Korotaev 52’ Aleksandr Korotaev 57’ Aleksandr Degtyarev 89’ | Marcatori | 2’ Ilnur Alshin 85’ Maksim Osipenko |

| Arbitro: | Evgeni Turbin |

|                      |           |                                   |
| Andrey Murnin 90'+4’ | Marcatori | 12’ Andrey Kozlov 53’ Ilya Petrov |

| Arbitro: | Roman Galimov |

|                           |           |                 |
| Maksim Zhitnev 70’ (rig.) | Marcatori | 57’ Artur Rylov |

| Arbitro: | Roman Chernov |

|                             |           |  |
| Oleksandr Kasyan 29’ (rig.) | Marcatori |  |

| Naberežnye Čelny 18 aprile 2016, ore 17:00 32ª giornata | KAMAZ          | 0 – 0 referto | Fakel Voronež | Stadio KAMAZ (1.000 spett.)\| Arbitro: \| Aleksey Sukhoy \| |
| Arbitro:                                                | Aleksey Sukhoy |               |               |                                                             |

| Arbitro: | Lasha Verulidze |

|                                        |           |                                          |
| Seyt-Daut Garakoev 39’ Artur Rylov 48’ | Marcatori | 28’ Dmitriy Kayumov 70’ Vladimir Obukhov |

| Arbitro: | Sergey Kulikov |

|                                             |           |  |
| Seyt-Daut Garakoev 45’ Mikhail Biryukov 85’ | Marcatori |  |

| Arbitro: | Vasili Kazartsev |

|  |           |                                              |
|  | Marcatori | 6’ (rig.) Mikhail Biryukov 39’ Andrey Murnin |

| Arbitro: | Igor Fedotov |

|  |           |                      |
|  | Marcatori | 87’ Nikita Salamatov |

| Arbitro: | Denis Shpilev |

|                      |           |  |
| Andrey Gorbanets 50’ | Marcatori |  |

| Arbitro: | Artem Chistyakov |

|                   |           |                                                          |
| Andrey Murnin 74’ | Marcatori | 19’ Evgeniy Markov 27’ Evgeniy Markov 66’ Evgeniy Markov |

### Kubok Rossii
| Arbitro: | Artem Chistyakov |

|                                                            |           |                    |
| Sergey Chernyshov 8’ Sergey Chernyshov 53’ Igor Fateev 76’ | Marcatori | 73’ Viktor Svezhov |